# Lynchia recessa
Lynchia recessa är en tvåvingeart som beskrevs av Maa 1964. Lynchia recessa ingår i släktet Lynchia, och familjen lusflugor.
Artens utbredningsområde är Uganda. Inga underarter finns listade.